# 荆湖占城行中书省
荆湖占城行中书省是元朝对越南作战时设置的一个军事化的特殊行中书省。

## 历史
1206年成吉思汗建立了大蒙古国。1260年，忽必烈即位，1271年改国号为大元。
至元二十年（1283年），畏兀儿人阿里海牙出任荆湖占城行省平章政事。忽必烈意图一举发军征服安南、占城，将荆湖、占城二省合并为一个军事行省机构。
元朝蒙越战争失败后该行省撤销。